# Ohrfasanen

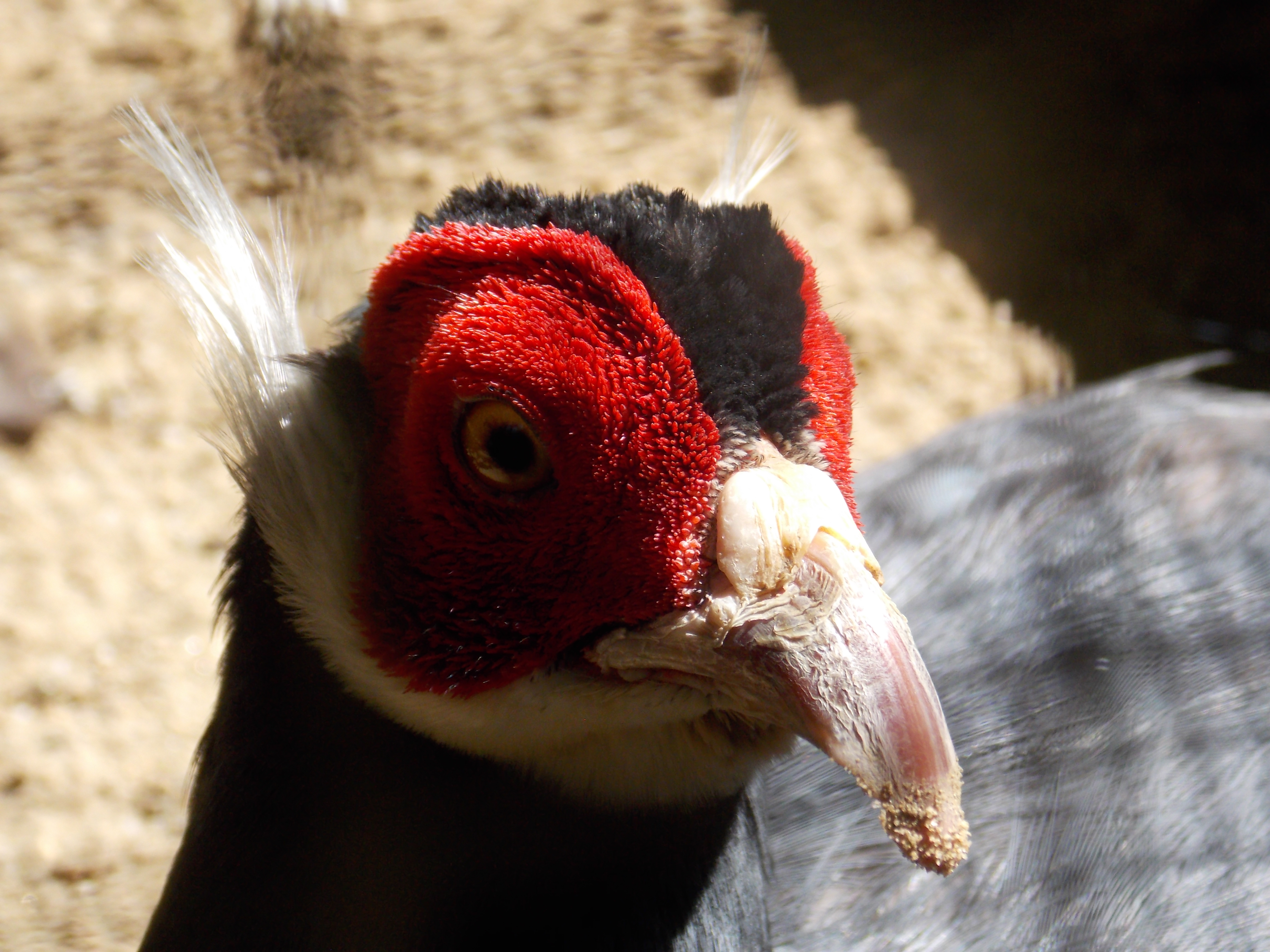
Ohrfasan im Vogel- und Tierpark Irgenöd

Die Ohrfasanen (Crossoptilon) sind eine Gattung aus der Familie der Fasanenartigen (Phasianidae). Es gehören insgesamt vier Arten zu dieser Gattung. Das Verbreitungsgebiet aller Arten liegt größtenteils in China.

## Merkmale
Ohrfasanen sind eine Gattung verhältnismäßig großer Fasanen, deren Körper langgestreckt ist. Die Läufe sind kurz, die Schwanzfedern sind bürstenartig und ziemlich weich, fast haargleich. Das Körpergefieder ist überwiegend einfarbig. Zu den ungewöhnlichen Merkmalen innerhalb der Fasanenartigen gehört, dass die Weibchen sich in ihrem Erscheinungsbild nicht von den Männchen unterscheiden. Zwei der Arten bilden auffällige Federohren aus. Das Schwanzgefieder besteht aus zwanzig bis vierundzwanzig Schwanzfedern. Das Verbreitungsgebiet der einzelnen Arten überlappt sich kaum.

## Arten
Die folgenden vier Arten werden zur Gattung der Ohrfasane gezählt:
- Blauflügel-Ohrfasan (Crossoptilon auritum)
- Weißflügel-Ohrfasan (Crossoptilon crossoptilon)
- Tibetohrfasan (Crossoptilon harmani)
- Braunflügel-Ohrfasan (Crossoptilon mantchuricum)

## Haltung
Alle Arten werden in Europa gehalten und gezüchtet. Der Erstimport des Braunen Ohrfasans nach Europa erfolgte bereits 1864 und die erste Nachzucht gelang 1866. Der Weiße Ohrfasan wurde erstmals 1891 nach London importiert. Hier gelang die Erstzucht jedoch erst 1936.

## Einzelbelege
1. ↑  W. Grummt, H. Strehlow (Hrsg.): Zootierhaltung Vögel. Verlag Harri Deutsch, Frankfurt am Main 2009, ISBN 978-3-8171-1636-2, S. 231.